# 니베이와 전투
니베이와 전투는 1940년 12월 9일 제2차 세계 대전의 서부 사막 전역에서 일어난 전투이다.
이 전투는 이집트 니베이와(Nibeiwa) 인근에서 영국군과 이탈리아군이 맞붙은 전투였다. 영국군이 전투에서 승리하면서 이탈리아가 점령했던 이집트를 탈환했다.